# Amélie Carette

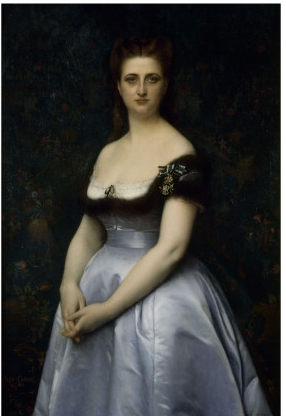
Amélie Carette 1868

Amélie-Césarée Carette, född Bouvet 1839, död 1926, var en fransk memoarskrivare och hovfunktionär.  Hon var hovdam hos kejsarinnan Eugénie av Frankrike. 
Hon var sondotter till amiral Bouvet. Hon gifte sig 1866 med den förmögna politikern Jean Pierre Henri Carette (1822-1883).
Hon var andra-lektris hos kejsarinnan 1864-1866, och Dame du Palais 1866-1870. Efter sitt giftermål 1866 fick hon en vakant plats som hovdam efter Louise Poitelon du Tarde, som lämnat sin anställning av hälsoskäl. Hon var den sista hovdam som anställdes under andra kejsardömet. 
Hon beskrivs som vacker och ska ha haft en stor utseendemässig likhet med Eugenie själv, och ska ha tillhört dennas lojala beundrare. 
Hon var omtyckt av kejsarinnan Eugenie, som tyckte att det var bekvämt att ha en hovdam boende i palatset som därför alltid fanns tillgänglig, och som i hennes sällskap kände sig fri att besöka slummen inkognito, besök som ska ha gällt utövande av välgörenhet. 
Amélie Carette är känd för sina memoarer, Souvenirs intimes de la cour des Tuileries, som skildrar hennes tid vid kejsarhovet. 